# Clay Wilson
Clay Daniel Wilson (* 5. April 1983 in Sturgeon Lake, Minnesota) ist ein ehemaliger US-amerikanischer Eishockeyspieler, der im Verlauf seiner aktiven Karriere zwischen 2001 und 2020 unter anderem 531 Spiele in der American Hockey League (AHL) auf der Position des Verteidigers bestritten hat. Darüber hinaus absolvierte Wilson weitere 36 Partien für die Columbus Blue Jackets, Atlanta Thrashers sowie Florida Panthers in der National Hockey League (NHL) und war fünf Spielzeiten in der Kontinentalen Hockey-Liga (KHL) aktiv.

## Karriere

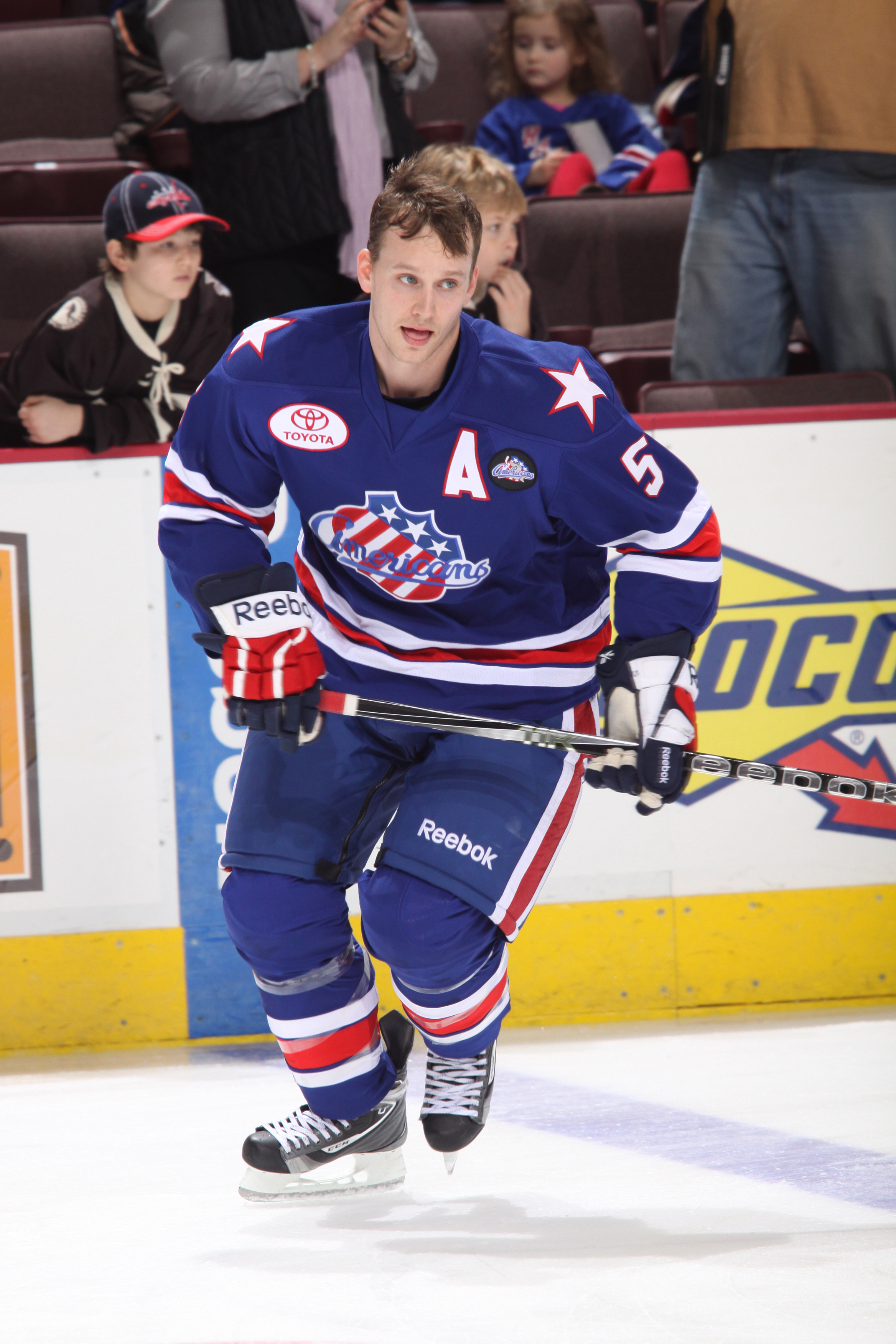
Wilson im Trikot der Rochester Americans (2011)

Clay Wilson begann seine Karriere als Eishockeyspieler an der Michigan Technological University, die er von 2001 bis 2005 besuchte, während er parallel für deren Eishockeymannschaft in der Western Collegiate Hockey Association (WCHA) aktiv war. Gegen Ende der Saison 2004/05 gab der Verteidiger sein Debüt im professionellen Eishockey, als er für die Muskegon Fury in der United Hockey League (UHL) auflief. Mit den Fury gewann er in den Playoffs auf Anhieb den Colonial Cup. Die Saison 2005/06 begann er erneut bei den Muskegon Fury in der UHL, beendete diese jedoch bei den Grand Rapids Griffins aus der American Hockey League (AHL).
Im Juli 2006 unterschrieb Wilson einen Vertrag als Free Agent bei den Anaheim Ducks aus der National Hockey League (NHL), kam in der Saison 2006/07 jedoch ausschließlich für deren AHL-Farmteam Portland Pirates zum Einsatz. Am 15. November 2007 wurde er zusammen mit Aaron Rome im Tausch gegen Geoff Platt innerhalb der NHL zu den Columbus Blue Jackets transferiert. Für die Blue Jackets gab er in der Saison 2007/08 sein NHL-Debüt, spielte jedoch weiterhin überwiegend in der AHL für deren Kooperationspartner Syracuse Crunch. Im Januar 2009 wurde er gemeinsam mit einem Sechstrunden-Wahlrecht im NHL Entry Draft 2009 und im Tausch für Jason Williams an die Atlanta Thrashers abgegeben, für die er bis zum Ende der Saison 2008/09 in weiteren zwei NHL-Spielen zum Einsatz kam. Die restliche Zeit verbrachte er auch dort im AHL-Farmteam bei den Chicago Wolves. Von 2009 bis 2011 war der Linksschütze Stammspieler bei den Rochester Americans in der AHL, für deren Kooperationspartner Florida Panthers er gelegentlich in der NHL auflief. In der Saison 2011/12 erhielt er bei den Calgary Flames in fünf NHL-Spielen Einsatzzeit. Auch dort verbrachte er den Großteil der Spielzeit im AHL-Farmteam, bei den Abbotsford Heat.
Zur Saison 2012/13 wurde der US-Amerikaner vom ukrainischen Klub HK Donbass Donezk aus der Kontinentalen Hockey-Liga (KHL) verpflichtet und gewann mit diesem im Jahr 2013 den IIHF Continental Cup. Nach dem Rückzug des HK Donbass aus der KHL im Juni 2014 wechselte Wilson zum neu gegründeten KHL-Teilnehmer HK Sotschi. Dort spielte er ebenso zwei Jahre, ehe ihn im Sommer 2016 ein erneuter Wechsel zum russischen Verein Sewerstal Tscherepowez brachte. Nach der Saison 2016/17 blieb Wilson bis Ende Oktober 2017 vertragslos, fand dann aber im AIK Solna aus der zweitklassigen schwedischen HockeyAllsvenskan einen neuen Arbeitgeber. Der Verteidiger beendete dort die Spielzeit und blieb im Anschluss die gesamte Spielzeit 2018/19 ohne gültigen Vertrag. Erst im August 2019 verpflichtete ihn sein Ex-Team Donbass Donezk. Dort verbrachte Wilson das Spieljahr 2019/20, an dessen Ende er mit dem Team die Vizemeisterschaft gewann. Anschließend beendete der 37-Jährige seine aktive Karriere.

### International
Für die Vereinigten Staaten nahm Wilson an der Weltmeisterschaft 2011 teil. Im Turnierverlauf bereitete er in sieben Spielen zwei Tore vor. Das Turnier schlossen die US-Amerikaner auf dem achten Rang und damit außerhalb der Medaillenränge ab. Weitere Einsätze absolvierte der Verteidiger im Rahmen des Deutschland Cup 2013, den das US-Team gewann. In drei Turnierspielen erzielte Wilson ein Tor und bereitete weitere vier Treffer vor. Er war damit an einem Drittel aller US-amerikanischen Turniertreffer beteiligt.

## Erfolge und Auszeichnungen
| - 2005 Colonial-Cup-Gewinn mit den Muskegon Fury - 2008 Teilnahme am AHL All-Star Classic - 2010 AHL Second All-Star Team - 2011 Teilnahme am AHL All-Star Classic - 2012 Teilnahme am AHL All-Star Classic | - 2012 AHL Second All-Star Team - 2013 IIHF-Continental-Cup-Gewinn mit dem HK Donbass Donezk - 2013 Bester Verteidiger des Finalturniers des IIHF Continental Cups - 2014 Bester Verteidiger des Finalturniers des IIHF Continental Cups - 2020 Ukrainischer Vizemeister mit dem HK Donbass Donezk |

## Karrierestatistik

### International
Vertrat die USA bei:
- Weltmeisterschaft 2011

(Legende zur Spielerstatistik: Sp oder GP = absolvierte Spiele; T oder G = erzielte Tore; V oder A = erzielte Assists; Pkt oder Pts = erzielte Scorerpunkte; SM oder PIM = erhaltene Strafminuten; +/− = Plus/Minus-Bilanz; PP = erzielte Überzahltore; SH = erzielte Unterzahltore; GW = erzielte Siegtore; 1 Play-downs/Relegation; Kursiv: Statistik nicht vollständig)